# Roman Prošek
Roman Prošek (* 2. August 1980 in der Tschechoslowakei) ist ein tschechischer Eishockeyspieler, der seit 2007 beim HC Energie Karlovy Vary in der Extraliga unter Vertrag steht.

## Karriere
Roman Prošek begann seine Karriere als Eishockeyspieler in der Nachwuchsabteilung des HC Energie Karlovy Vary, für dessen Profimannschaft er in der Saison 1998/99 sein Debüt in der Extraliga gab. Bis 2002 kam der Verteidiger Regelmäßig für den HC Energie in der höchsten tschechischen Spielklasse zum Einsatz, spielte parallel jedoch auch für verschiedene Mannschaften aus der zweitklassigen 1. Liga, sowie der drittklassigen 2. Liga. Nachdem er auch die Saison 2002/03 in Karlovy Vary begonnen hatte, wechselte er nach nur fünf Spielen zum Zweitliga-Aufsteiger HC Mladá Boleslav, für den er bis Saisonende in 34 Spielen drei Tore erzielte und zwei Vorlagen gab. Auch in den folgenden beiden Jahren blieb der Linksschütze in der 1. Liga, in der er beim HC Olomouc und KLH Chomutov unter Vertrag stand. Einzig während der Saison 2003/04 bestritt er weitere zwei Spiele in der Extraliga für den HC Znojemští Orli. 
Im Sommer 2005 wechselte Prošek zum Lillehammer IK aus der norwegischen GET-ligaen. Dort verbrachte er die folgenden eineinhalb Jahre, ehe er die Saison 2006/07 beim HC VČE Hradec Králové in der 1. Liga beendete. Die folgende Spielzeit begann er bei dessen Ligarivalen HC Most, ehe der Tscheche von seinem Ex-Club HC Energie Karlovy Vary verpflichtet wurde, mit dem er in der Saison 2008/09 erstmals Tschechischer Meister wurde. Mit seiner Mannschaft konnte er sich dabei beim HC Slavia Prag revanchieren, dem er im Vorjahr mit dem HC Energie noch im Playoff-Finale unterlag.

## Erfolge und Auszeichnungen
- 2008 Tschechischer Vizemeister mit dem HC Energie Karlovy Vary
- 2009 Tschechischer Meister mit dem HC Energie Karlovy Vary